# Tarcisio Tarquini
Tarcisio Tarquini (Alatri, 1º gennaio 1952) è un giornalista e critico letterario italiano.

## Biografia
Nato ad Alatri, ha studiato presso la Facoltà di Lettere dell’Università La Sapienza e, sempre a Roma, ha cominciato a lavorare come giornalista. Attento ai temi del welfare locale e appassionato studioso di letteratura italiana, ha scritto per Il Sole 24 Ore, Nuovi Argomenti, Pagina 99 e La Rivista delle Politiche Sociali. 
Nel corso della sua carriera è stato fondatore e presidente di Edit coop, cooperativa di giornalisti che ha curato per decenni la redazione di Rassegna sindacale e poi il portale Rassegna.it, amministratore delegato della casa editrice Ediesse, consigliere delegato del Comitato nazionale per le celebrazioni del centenario della Cgil e presidente del Conservatorio Licinio Refice di Frosinone. Ha pubblicato testi di critica letteraria e curato edizioni delle opere di Tommaso Landolfi, Stefano D'Arrigo e Pietro Tripodo; è stato tra i promotori del rilancio della rivista letteraria "Dismisura" e della fondazione della "Taverna di Auerbach - rivista internazionale di poetiche intermediali". Ha istituito, insieme al collega giornalista Gilberto Evangelisti, il Premio letterario Alberto Minnucci, presieduto da Sergio Zavoli. Nell'ottobre 2024 è stato insignito del Premio Val di Comino per la saggistica letteraria.

## Opere
Saggi
- Vecchie e nuove povertà, Ediesse, Roma 1983
- Il turpe mistero. Da Rigoletto al Pasticciaccio, Dismisura, Frosinone 1984, con prefazione di Walter Pedullà e nota finale di Marzio Pieri
- Il welfare locale, con Francesco Montemurro e Gian Paolo Zanetta, Il Sole 24 Ore, Milano 2001 ISBN 88-32-44335-X
- Il bilancio sociale negli enti locali, con Cristiana Rogate, Maggioli, Bologna 2004 ISBN 88-38-72742-2
- Fiducia e responsabilità nel governo dell’ente pubblico, con Cristiana Rogate, Maggioli, Bologna 2008
- Conservatorio. Ieri, oggi, domani, Ediesse, Roma 2012 ISBN 978-88-230-1664-4

Curatele
- Landolfi libro per libro, Convegno di studi, Pico 17-18-19 dicembre 1987, introduzione di Walter Pedullà, Hetea, Alatri 1988
- AA.VV., Laboriosi oroscopi. Diciotto racconti sul lavoro, la precarietà e la disoccupazione, con Mario Desiati, Ediesse, Roma 2006 ISBN 88-230-1151-5
- Alberto Conti, Come in cielo così in terra, Scuola di formazione Paolo Borsellino, Trivento 2018
- AA.VV., Luigi Pietrobono. Dal centro al cerchio: un viaggio controcorrente nell'universo della Commedia, Associazione Gottifredo, Alatri 2020 ISBN 978-88-86681-66-7

Articoli
- Rileggendo Landolfi, in "Libri e riviste d'Italia", n. 32 (1980), pp. 267-269
- Le sue radici in una Torre, in Stéphane Grappelli, In viaggio con il mio violino, a cura di Paola Rolletta, Ottotipi, Milano 2020, pp. 181-183 ISBN 978-88-94-29108-7